# Слободан Ћурчић (писац)
Слободан Ћурчић (Обреновац, 24. децембар 1951) српски је писац научне фантастике.

## Биографија
Један од најзначајнијих југословенских НФ аутора је на жанровској сцени дебитовао 1977, када му бива откупљена прва прича („Трака“), на конкурсу алманаха Андромеда. Од 1983. професионално се посветио писању. Последњих година живи у Москви.
Објавио је преко четрдесет прича и новела, у свим битнијим издањима југословенске НФ периодике. Шест од осам Ћурчићевих романа публиковано је у едицији рото-издања новосадског Дневника под псеудонимом S. Tyrkley.
Др Зоран Живковић оцењује овако његове приче: „Лишене стилских екстраваганција, његове сторије одликују се јасним проседеом и ефектно вођеним сижеима, представљајући класичну жанровску нарацију у свом најбољем издању“.
Написао је и две запажене радио-драме: Армана (1986) и Бета Хидре (1988), а неколико прича адаптирано му је за радиофонско извођење.

## Награде и признања
- Награда „Сфера“, Загреб, 1984.
- Награда „Најбољи научно-фантастични роман у 2001. години“, за Оргуље ума, „Народна књига“, Београд.

## Дела
- Ујед кобре, роман, 1985.
- Звездани конквистадори, роман, 1985.
- Човек ван времена, роман, 1986.
- Дивљи ловац звезда, роман, 1986.
- Господари круга, роман, 1987.
- Врисак звезда, роман, 1987.
- Змија разума, роман, 1987.
- Алгол трансмисија, роман, 1988.
- Шуме, кише, град и звезде, приче, 1988.
- Оргуље ума, роман, 2001.